# Paecilaema rectipes
Paecilaema rectipes is een hooiwagen uit de familie Cosmetidae.